# Cut It Out
Cut It Out est un film muet britannique d'Adrian Brunel sorti en 1925.

## Synopsis
Le film tourne en dérision le code de censure britannique et son application au domaine cinématographique.

## Fiche technique
- Titre original : Cut It Out
- Réalisation : Adrian Brunel
- Format : Noir et blanc - 16 mm - 1,37:1 - muet
- Durée : 19 minutes